# Ядерна бомба B57
Ядерна бомба B57 — колишня тактична ядерна зброя, розробленою Сполученими Штатами під час холодної війни.
Бомба, яка почала вироблятися в 1963 році як Mk 57, була розроблена для скидання з високошвидкісного тактичного літака. Мала обтічний корпус, щоб витримувати надзвуковий політ. Мала розміри 3 метри завдовжки, з діаметром приблизно 37,5 см в діаметрі. Базова вага становила приблизно 227 кілограмів.
Деякі версії B57 були оснащені парашутним уповільнювачем (3,8 м нейлоновий / кевларовий стрічковий парашут діаметром футів), щоб уповільнити зниження зброї, дозволяючи літальному апарату уникнути вибуху (або дозволити зброї витримати зіткнення з землею в режимі лежання) на висотах до 15 м (50 футів). Були доступні різні режими підривника, включаючи гідростатичний підривник для використання як глибинної бомби для протичовнового використання.
B57 випускалася в шести версіях (модах) з вибуховою потужністю від 5 до 20 кілотонн. Мод 0 був 5 кілотонн, Мод 1 і Мод 2 були 10 кт, Мод 3 і Мод 4 були 15 кілотонн, а Мод 5 становив 20 кт. Версія глибинної бомби B57 для ВМС США замінила Mk 101 Lulu і мала потужність, яку можна було вибрати до 10 кт.
B57 використовувала основну конструкцію Цеце для своєї основної конструкції, спільну з кількома іншими конструкціями середини та кінця 1950-х років.
B57 випускалася з 1963 по 1967 рік. Після 1968 року ця зброя стала називатися B57, а не Mk 57. Було виготовлено 3100 одиниць зброї, остання з яких була знята з експлуатації в червні 1993 року.
B57 могла використовуватися більшістю винищувачів, бомбардувальників і протичовнових літаків ВМС США та патрульних літаків (S-3 Viking і P-3 Orion), а також деякими вертольотами ВМС США, включаючи SH-3 Sea King. B57 також була сумісна з канадськими CF-104 у Німеччині та Королівських ВПС Nimrod з RAF St Mawgan і RAF Kinloss у Великобританії та на Мальті в Середземному морі.